# 柬苏友谊医院

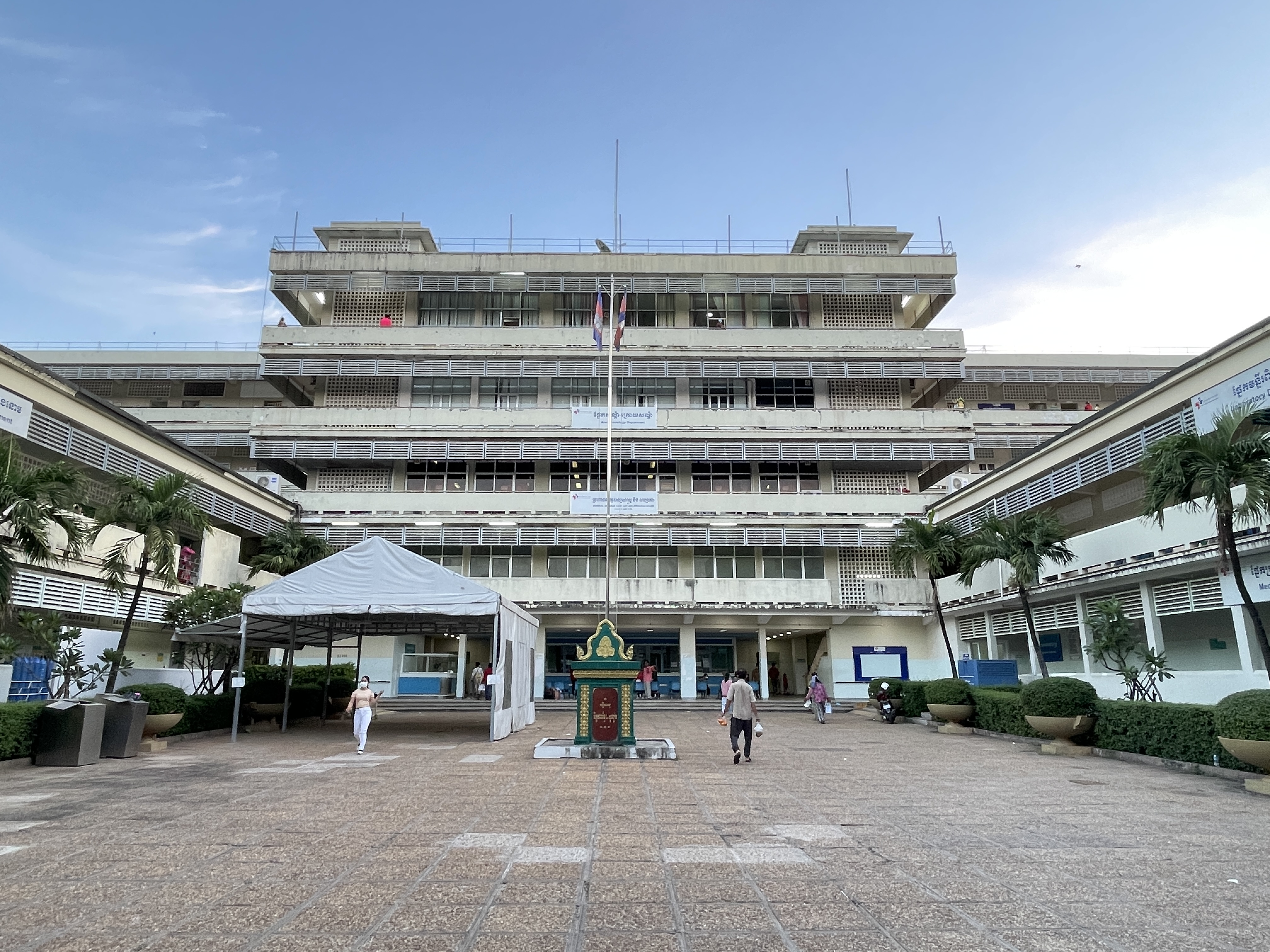
柬苏友谊医院

柬苏友谊医院，或称苏联医院，原西哈努克省医院，是位于柬埔寨金边271路（王家军大道）的公立医院，由柬埔寨卫生部管理。